# Żytno
Żytno est une localité polonaise, siège de la gmina de Żytno, située dans le powiat de Radomsko en voïvodie de Łódź.